# 泣かせやがってこのやろう
「泣かせやがってこのやろう」（なかせやがってこのやろう）は、1982年1月1日に発売された小林幸子の34枚目のシングル。

## 解説
- のちに小林の代表曲「雪椿」などを手掛ける星野哲郎が初めてシングル曲の作詞を担当。

## 収録曲
- 両楽曲共に、作詞：星野哲郎、作曲：小林亜星、編曲：京建輔

1. 泣かせやがってこのやろう (3分31秒)
2. 愛愁 (3分32秒)